# Макк'я-Вальфорторе
Макк'я-Вальфорторе (італ. Macchia Valfortore) — муніципалітет в Італії, у регіоні Молізе,  провінція Кампобассо.
Макк'я-Вальфорторе розташована на відстані близько 210 км на схід від Рима, 22 км на схід від Кампобассо.
Населення — 590 осіб (2014).
Щорічний фестиваль відбувається 8 травня. Покровитель — San Bonifacio.

## Демографія
Населення за роками:

Станом на 1 січня 2023 року в муніципалітеті офіційно проживали 4 іноземці з 3 країн, серед них 2 громадяни країн Євросоюзу.

## Сусідні муніципалітети
- Карлантіно
- Челенца-Вальфорторе
- Гамбатеза
- Моначильйоні
- П'єтракателла
- Сант'Елія-а-П'янізі